# Laila Havilio
Laila Havilio (sinh năm 1960) là một nhà điêu khắc đến từ Santiago, Chile.

## Tiểu sử
Laila Havilio là một nhà điêu khắc người Chile làm việc trong gỗ, đá, đồng, xi măng và gốm. Sinh ra ở Recoleta, Chile vào tháng 4 năm 1960, cô chuyển đến Buenos Aires Argentina vào năm 10. Từ 1980 đến 1983, cô học gốm sứ với nhà điêu khắc Ingeborg Ringer. Năm 1993, cô chuyển đến Paris, Pháp để tiếp tục con đường học vấn chính thức về điêu khắc gốm sứ nhiệt độ cao dưới thời nhà điêu khắc Vivianne Cheveron. Năm 1995, cô chuyển về Chile, nơi cô theo học Đại học Công giáo Chile để học làm việc trong các phương tiện truyền thông khác bao gồm gỗ và đá. Đồng thời, cô trở thành người học việc tại "La Obra", một xưởng đúc điêu khắc kim loại có uy tín. Ở đó, cô học được phương pháp đúc tượng sáp Lost và có thể tạo ra các tác phẩm điêu khắc bằng đồng và các kim loại khác. Năm 2001, Havilio trưng bày tại Galeria de arte San Francisco ở Chile, do đó tạo nên tên tuổi cho chính mình. Hai năm sau, vào năm 2003, Havilio đã được Ngân hàng Phát triển Liên Mỹ, (IDB), tại Washington DC chọn để đại diện cho Chile trong bộ sưu tập nghệ thuật của họ. Trong khi đó, các tác phẩm điêu khắc khác của nghệ sĩ đã được trưng bày tại Đại sứ quán Chile ở Washington, DC. Kể từ đó, Havilio thường xuyên đưa tin về công việc của mình trên các tờ báo, truyền hình và đài phát thanh Chile.

## Tác phẩm điêu khắc
- A la Deriva
- Alef
- Thiên thần
- Vụ nổ lớn
- Buque
- Ciclum Das Cobri
- En Equilibrio